# Phylloicus medius
Phylloicus medius är en nattsländeart som beskrevs av Mueller 1880. Phylloicus medius ingår i släktet Phylloicus och familjen Calamoceratidae. Inga underarter finns listade i Catalogue of Life.